# E-LOTOS
LOTOS (англ. Language Of Temporal Ordering Specification — «язык спецификации временного упорядочивания») — стандартизованный язык спецификации, первоначально предназначавшийся для описания коммуникационных и распределённых систем. LOTOS состоит из двух взаимодополняющих языков: язык описания абстрактных типов данных ACT ONE и язык описания поведения в виде алгебры процессов.
Хотя LOTOS оказался широко применимым, Международная организация по стандартизации занялась разработкой усовершенствованной версии — E-LOTOS (ISO/IEC 15437:2001).

## Описание
В LOTOS и E-LOTOS система, подлежащая спецификации, моделируется набором процессов, взаимодействующих между собой и их окружением.
Коммуникационные порты процесса называются каналами событий (event gates). Процессы параметризируются своими каналами и состоянием. Ввод и вывод соответствуют событиям, то есть взаимодействию на каналах между двумя процессами или системой и её окружением. Событие происходит, когда две стороны синхронизируются на совпадающих предложениях событий, то есть, при наличии необходимости коммуникации с обеих сторон. В случае нескольких одновременных предложений, делается выбор, который может повлиять на дальнейшее поведение системы.

## Инструменты
LOTOS поддерживается инструментами для спецификации, имитационного моделирования, компиляции, генерации тестов и формальной верификации. Примеры инструментов: CADP (CÆSAR/ALDÉBARAN Development Package), LITE, LOLA.